# Richard D. Hansen
Richard D. Hansen es un arqueólogo y mayista estadounidense, investigador del Departamento de antropología de la Universidad Estatal de Idaho (Idaho State University).  
Hansen es un especialista en la civilización maya que ha dirigido el proyecto de la Cuenca del Mirador en el Petén al norte de Guatemala y especialmente de los yacimientos arqueológicos de El Mirador, El Tintal  y Nakbé.

## Datos biográficos
Hansen fue fundador y preside la Fundación para la Investigación Antropológica y Estudios Ambientales (FARES por sus siglas en inglés). 
La mayor parte de sus estudios se refieren a la región  de las tierras bajas Mayas, y en particular, la zona de la Cuenca Mirador-Calakmulmesoamericana y a la civilización maya. En 1989, expuso su teoría de que los régules mayas establecieron ciudades hegemónicas mucho antes de los que se creía (entre 1000 y 800 a. C.). También encontró datos para identificar un colapso social al final del periodo maya preclásico, cerca del año 150 d. C., colapso al que siguió el resurgimiento de la civilización maya por otros 800 años hasta el segundo colapso de los mayas del periodo Clásico.
En 2005 el presidente de Guatemala, Oscar Berger, le otorgó  la Orden Nacional del Patrimonio Cultural por su destacada labor en favor de la preservación del patrimonio histórico guatemalteco. En 2008 fue nombrado el Ambientalista del año por el Latin Trade Bravo Business. En 2012, fue nombrado por el gobierno de Francia como "“Chevalier des Arts et des Lettres” of the “Ordre des Arts et Lettres”.  Tambien en 2012, fue nombrado con la "Orden del Pop"  de la Universidad Francisco Marroquin.  En 2013, fue nombrado por la revista Latin Trade como “Uno de 24 Individuos que Cambió América Latina” . Fue nombrado el Kislak Lecturer de la Biblioteca del Congreso de los Estados Unidos en año 2014. En 2017, fue condecorado con el honor mas alto de Guatemala, la "Orden del Quetzal" al grado de Gran Cruz en el Palacio Nacional de Guatemala por el presidente Jimmy Morales y Ministro Jose Luis Chea.   En 2019, recibió la “Orden de la Monja Blanca” del Ministerio de la Defensa de Guatemala.    Ha publicado trabajos de arqueología de diversas partes del mundo, como Israel, los Estados Unidos y Mesoamérica. Tiene en su currículum más de 190 artículos científicos publicados en revistas especializadas.
Hansen trabajó como consultor de la película Apocalypto (2006), de Mel Gibson, y fue asesor de CBS Survivor, Guatemala.  También, trabajó con Morgan Freeman en la filmación documental, "La Historia de Dios". Ha logrado apoyo económico de fondos internacionales para diversas organizaciones orientadas a la investigación y a la conservación del medio ambiente en Guatemala.